# Alfa (kompleks wysokościowców)

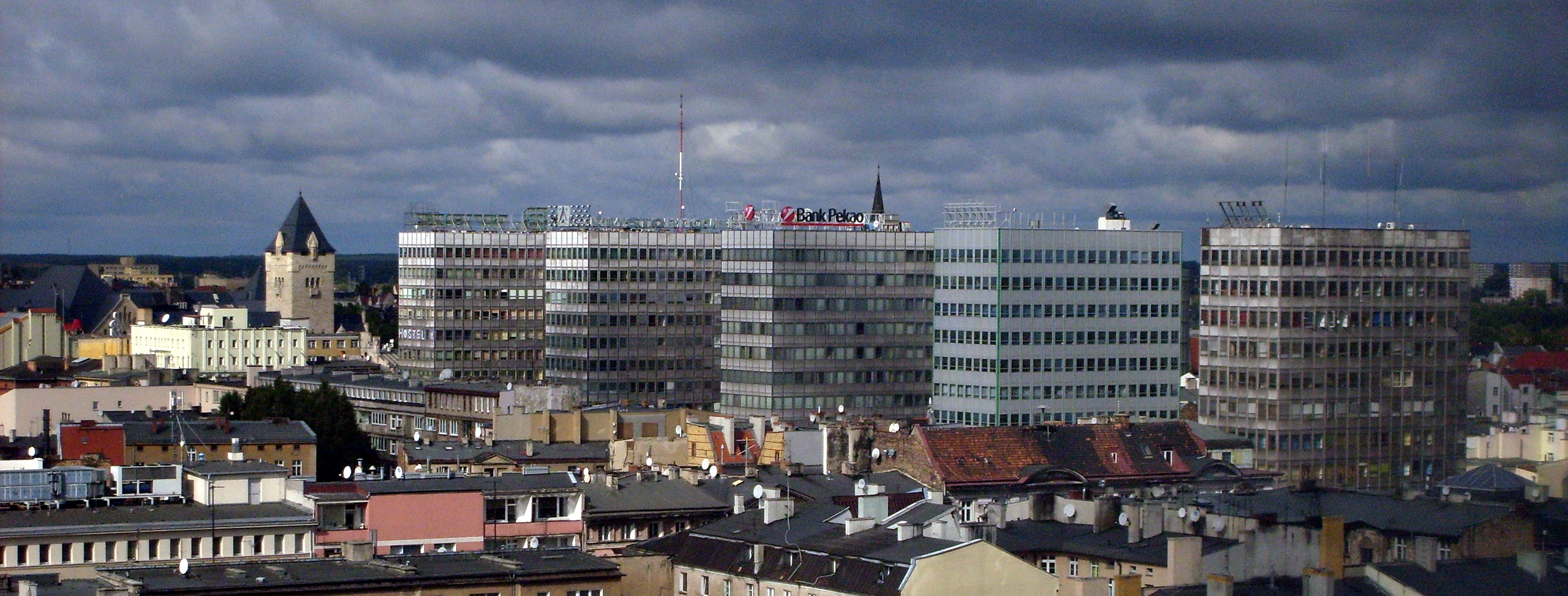
Widok od strony południowo-wschodniej.

Alfa – kompleks pięciu 12-kondygnacyjnych wysokościowców, wybudowanych w latach 1965–1972 w Poznaniu, przy ul. Święty Marcin 40–72 (wówczas Czerwonej Armii), w centrum miasta.

## Opis
Kompleks zaprojektował Jerzy Liśniewicz. Pierwsze trzy wysokościowce (od strony ul. Ratajczaka) oddano do użytku w 1968. Powodem wybudowania kompleksu w miejscu starych kamienic zniszczonych w czasie II wojny światowej, miało być nadanie tej części centrum bardziej wielkomiejskiego, w opinii ówczesnych urbanistów, charakteru.
W każdym z wieżowców funkcjonował inny podmiot, np. w trzecim od ul. Ratajczaka były to jednostki spółdzielczości pracy (obecnie wysokościowiec ten należy do Banku Polska Kasa Opieki), w czwartym Miastoprojekt, a piątym Meramont. W 2018 pierwszy wieżowiec został zaadaptowany na Hotel Altus.
W skład kompleksu wchodzi również dwukondygnacyjne przyziemie, na całej długości pomiędzy ul. Ratajczaka i Gwarną. Działały tutaj i w dużej części nadal działają placówki handlowe i usługowe. Jedną z nich był spółdzielczy dom handlowy. Od neonu ALFA na pierwszym wieżowcu, cały kompleks otrzymał swoją potoczną nazwę.  
W latach 2020–2035 kompleks ma przejść gruntowną modernizację. Ma w nim powstać m.in. 140-pokojowy dom studencki sieci LIV.

## Neony
Pierwotnie na szczycie każdego wysokościowca znajdowały się neony w podobnej stylizacji – od frontu duże litery skrótowców lub znaki graficzne przedsiębiorstw, natomiast mniejsze napisy po obu bokach budynków:
- pierwszy budynek od strony ul. Ratajczaka: PSS (skrótowiec Powszechnej Spółdzielni Spożywców „Społem”) oraz napis ALFA, ALFA,
- drugi budynek: MHD (skrótowiec Miejskiego Handlu Detalicznego) oraz napis CENTRUM,
- trzeci budynek: WZSP (skrótowiec Wojewódzkiego Związku Spółdzielni Pracy), później CZSP (skrótowiec Centralnego Związku Spółdzielczości Pracy) oraz napis DOM USŁUG,
- czwarty budynek: znak graficzny przedsiębiorstwa oraz napis MIASTOPROJEKT,
- piąty budynek: znak graficzny przedsiębiorstwa oraz napis MERA•ZAP•MONT, później napis »MERAMONT«.

Neony znajdowały się również na dwukondygnacyjnym przyziemiu. Był to m.in. neon SPÓŁDZIELCZY DOM HANDLOWY, SPOŁEM, PSS, SDH, DOM HANDLOWY, MHD, salon mody, JUBILER, dom dziecka, merazet.